# Джидимирци (община Неготино)
 Тази статия е за селото в Тиквеш.  За селото във Велешко вижте Джидимирци (община Велес).  
Джидимирци (на македонска литературна норма: Џидимирци) е село в Северна Македония, в община Неготино.

## География
Селото се намира на около 8 километра северно от общинския център Неготино.

## История
В края на XIX век селото е част от Щипска каза. Според статистиката на Васил Кънчов („Македония. Етнография и статистика“) от 1900 г. Хаджии Димирци е населявано от 240 жители, всички българи.
По данни на секретаря на Българската екзархия Димитър Мишев („La Macédoine et sa Population Chrétienne“) в 1905 година в Джидимирци (Djidimirtzi) има 200 българи екзархисти.
При избухването на Балканската война в 1912 година един човек от Хаджи Димирци е доброволец в Македоно-одринското опълчение. През войната в селото влизат сръбски части и след Междусъюзническата война в 1913 година то остава в Сърбия.
През 1922-1923 година в селото е открита поща, която функционира до 6 април 1941 година.
На етническата си карта от 1927 година Леонард Шулце Йена показва Джидимир (Džidimir) като българско село.

## Личности
Родени в Джидимирци
- Тасе Найденов (1879 – ?), македоно-одрински опълченец, Кюстендилската дружина[6]